# Archidiocèse de Nairobi
 (mars 2019).
L'archidiocèse de Nairobi (Archidioecesis Nairobiensis) est un siège métropolitain de l'Église catholique. En 2013, il comptait 2 911 099 baptisés pour 4 687 481 habitants.

## Territoire
L'archidiocèse comprend la province de Nairobi et les districts de Kiambu et de Thika (en partie) dans la Province centrale du Kenya.
Le siège archiépiscopal se trouve à Nairobi, à la cathédrale de la Sainte-Famille.
Le territoire est subdivisé en 105 paroisses.

## Histoire
La préfecture apostolique de Zanguebar est érigée le 26 février 1860, recevant son territoire du diocèse de Saint-Denis de La Réunion.
Le 23 octobre 1883, la préfecture apostolique est érigée en vicariat apostolique, toujours confié à la congrégation du Saint-Esprit.
Le 16 novembre 1887, il cède une portion de son territoire à l'avantage de la préfecture apostolique de Zanguebar méridionale (aujourd'hui archidiocèse de Dar-es-Salaam) et change son nom en vicariat apostolique de Zanguebar septentrional.
Le 21 décembre 1906, il devient le vicariat apostolique de Zanzibar.
Le 24 mai 1929, par le bref apostolique Quae catholicae de Pie XI, il cède le Jubaland au vicariat apostolique de Mogadiscio.
Le 25 mars 1953, jour de l'Annonciation, le vicariat apostolique est élevé au rang d'archidiocèse métropolitain de Nairobi par la bulle Quemadmodum ad Nos de Pie XII.
Il cède successivement d'autres portions de territoire pour de nouvelles circonscriptions ecclésiastiques:
- le 8 mai 1955, pour le nouveau diocèse de Mombassa et Zanzibar (aujourd'hui archidiocèse de Mombasa);
- le 20 février 1956, pour la préfecture apostolique de Kitui (aujourd'hui diocèse);
- le 20 octobre 1959, pour la préfecture apostolique de Ngong (aujourd'hui diocèse);
- le 11 janvier 1968, pour le nouveau diocèse de Nakuru;
- le 29 mai 1969, pour le nouveau diocèse de Machakos.

## Statistiques
| année | baptisés  | population totale | pourcentage | prêtres (total) | prêtres séculiers | prêtres réguliers | catholiques par prêtre | diacres | religieux | religieuses | paroisses |
| ----- | --------- | ----------------- | ----------- | --------------- | ----------------- | ----------------- | ---------------------- | ------- | --------- | ----------- | --------- |
| 1949  | 54 601    | 1 238 093         | 4,4         | 83              |                   | 83                | 657                    |         | 83        | 120         |           |
| 1970  | 174 806   | 780 000           | 22,4        | 102             | 13                | 89                | 1 713                  |         | 103       | 319         | 43        |
| 1980  | 423 315   | 1 582 421         | 26,8        | 179             | 34                | 145               | 2 364                  |         | 342       | 388         | 40        |
| 1990  | 695 330   | 2 472 000         | 28,1        | 278             | 63                | 215               | 2 501                  |         | 581       | 596         | 58        |
| 1999  | 1 007 150 | 4 000 936         | 25,2        | 618             | 136               | 482               | 1 629                  |         | 1 483     | 1,108       | 71        |
| 2000  | 1 008 500 | 4 001 900         | 25,2        | 624             | 142               | 482               | 1 616                  |         | 1 402     | 1 129       | 76        |
| 2001  | 1 009 200 | 4 002 600         | 25,2        | 627             | 145               | 482               | 1 609                  |         | 1 251     | 1 161       | 77        |
| 2002  | 1 010 200 | 4 006 100         | 25,2        | 661             | 148               | 513               | 1 528                  |         | 1 373     | 1 179       | 79        |
| 2003  | 1 218 100 | 4 010 100         | 30,4        | 542             | 174               | 368               | 2 247                  |         | 1 261     | 1 019       | 87        |
| 2004  | 1 228 100 | 4 020 100         | 30,5        | 478             | 104               | 374               | 2 569                  |         | 1 290     | 1 034       | 90        |
| 2013  | 2 911 099 | 4 687 481         | 62,1        | 587             | 166               | 421               | 4 959                  |         | 1 340     | 1 384       | 105       |
| 2016  | 2 995 277 | 5 364 541         | 55,8        | 638             | 178               | 460               | 4 694                  |         | 1 329     | 1 792       | 110       |